# Bludov (district de Kutná Hora)
Pour les articles homonymes, voir Bludov.
Bludov (en allemand : Bludau) est une commune du district de Kutná Hora, dans la région de Bohême-Centrale, en République tchèque. Sa population s'élevait à 25 habitants en 2020.

## Géographie
Bludov se trouve à 17 km au sud de Kutná Hora et à 66 km au sud-est de Prague.
La commune est limitée par Červené Janovice au nord et au nord-est, par Třebětín à l'est et au sud-est, par Bohdaneč au sud-ouest, et par Černíny au nord-ouest.

## Histoire
La première mention écrite de la localité remonte à 1550.